# Lutherweg Thüringen

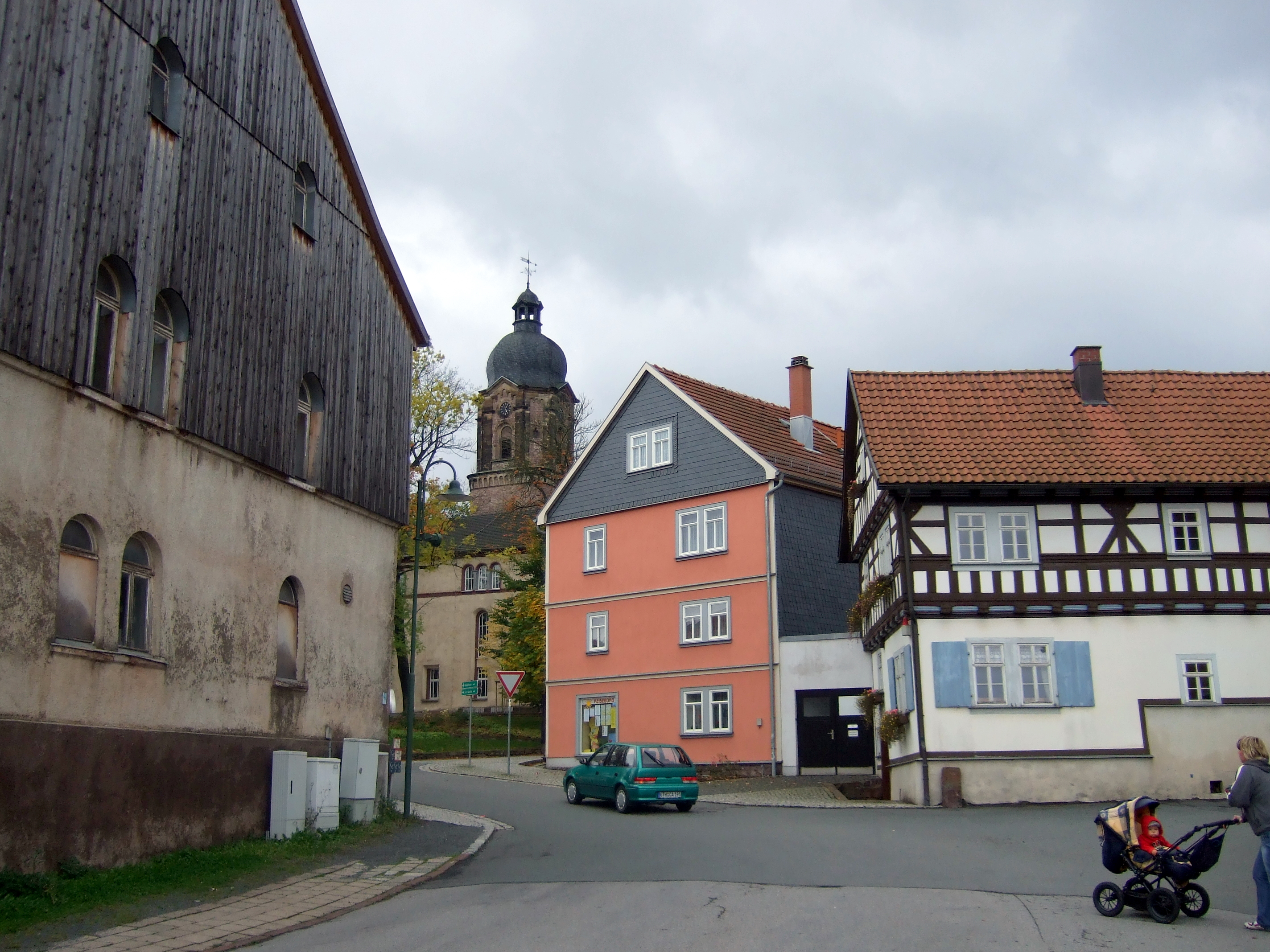
Lutherkirche und Heimatmuseum in Tambach-Dietharz

Der Lutherweg in Thüringen ist ein Wanderweg, der u. a. von der Wartburg aus über Möhra, Glasbachgrund, Schmalkalden, Tambach-Dietharz, Reinhardsbrunn, Waltershausen und Gotha bis nach Arnstadt durch den Thüringer Wald führt. Der Zweig nach Gera und Altenburg hat Anschluss nach Borna, Gnandstein und Zwickau zum Lutherweg in Sachsen bzw. nach Zeitz zum Lutherweg in Sachsen-Anhalt. Auch der Zweig über Nordhausen führt über Stolberg (Harz) zum Lutherweg in Sachsen-Anhalt. An der Wartburg bei Eisenach hat der Lutherweg in Thüringen Anschluss an den Lutherweg 1521 Richtung Worms. Der Weg ist mit einem grünen „L“ auf weißem Quadrat bezeichnet. Der 150 Kilometer lange Wanderweg wurde 1937 zum 400. Jahrestag des Schmalkaldischen Fürstentages, an dem Martin Luther teilgenommen hatte, angelegt und beschildert. Am 12. August 2012 wurde das bislang letzte, 18 km lange Teilstück zwischen Gotha/Seeberg und Holzhausen eröffnet. Inzwischen wurde der Lutherweg in Thüringen auf ca. 1000 km verlängert.

## Wegbeschreibung des Teilstücks bei Schmalkalden

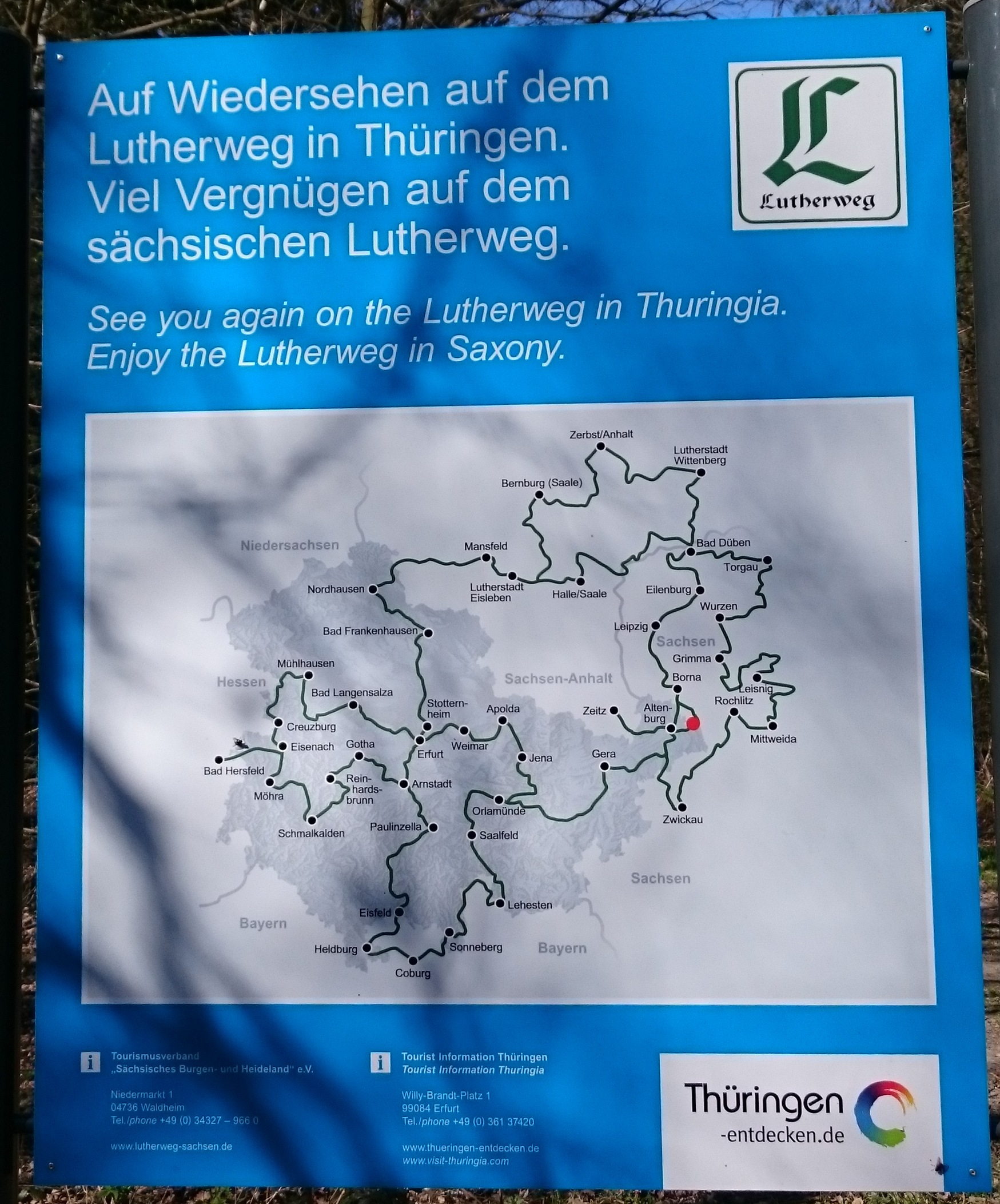
Informationstafel zum Lutherweg in Thüringen

Der Weg ist für kulturgeschichtlich Interessierte wie für Pilger geeignet. Die Streckenführung orientiert sich in Teilen an der historischen Straße, auf der Martin Luther gereist ist: Schmalkalden, Lutherplatz – Abzweig Kleinsteinbach (4 km) – Großer Steinberg (3 km) – Brückenfelsen (2,5 km) – Nesselhofwiese (2,5 km) – Alte Ausspanne am Rennsteig (1,5 km) – Lutherbrunnen (3,5 km). Die Weglänge beträgt 17 Kilometer, die in vier bis fünf Stunden zurückgelegt werden können. Dabei sind bergauf 443 und bergab 242 Höhenmeter zu bewältigen. Der höchste Punkt liegt bei 742 und der niedrigste bei 299 Meter. Der Weg ist trittsicher, jedoch nicht barrierefrei.

## Historischer Hintergrund
Der Lutherweg erinnert an die Reiseroute, auf der Martin Luther am 26. Februar 1537 nach Unterzeichnung der Schmalkaldischen Artikel seine Heimreise nach Wittenberg angetreten hat. Luther fuhr, begleitet von dem Erfurter Arzt Dr. Sturtz, in einem Wagen, den ihm Kurfürst Johann Friedrich I. von Sachsen zur Verfügung gestellt hatte.
Luther war schon in Schmalkalden an einem Blasen- und Nierenleiden erkrankt. Als er in die Nähe von Tambach kam, trank er dort vom Wasser eines Brunnens und glaubte sich geheilt. In seinem Quartier, dem Kurfürstlichen Geleithof in Tambach, schrieb er am nächsten Morgen an Philipp Melanchthon „aus Tambach, dem Orte, da ich gesegnet wurde, denn hier ist mein Phanuel, an dem mir Gott erschienen ist.“ Laut Ludwig Bechstein fühlte er sich sogar zu einem Graffiti berufen: […] im Gasthaus zu Tambach nahm er eine Kohle und schrieb damit an die Wand: „Tambach est mea Pniel“ – den Namen der Stätte, wo Jakob mit Gott gerungen – „ibi apparuit mihi dominus. M.L“. Das hat lange in jenem Hause gestanden […]. Zum Reformationsjubiläum 1717 wurde im Tammichgrund bei Tambach der Dambachsborn – es soll jener sein, aus dem Luther getrunken hat  in Lutherbrunnen umbenannt. Wahrscheinlicher ist jedoch, dass sich die Nierensteine durch das Gerüttel der Wagenfahrt gelöst haben.
Heute erinnern an Martin Luther neben dem Brunnen und dem Kurfürstlichen Geleithof in Tambach aufgestellte Tafeln mit Luthersprüchen.

## Wanderkarten
- Schmalkalden – Steinbach-Hallenberg, Maßstab 1: 30 000. Verlag Grünes Herz, Ilmenau, ISBN 3-929993-13-9